# Congresso Nacional (Sudão)
Congresso Nacional ou Partido do Congresso Nacional (NCP) (em árabe: المؤتمر الوطني; al-Mu'tamar al-Waṭanī) é o partido político governante do Sudão até abril de 2019. Foi dirigido por Ahmed Haroun, que foi presidente do Sudão por 24hrs. E institucionalizou a sharia a nível nacional. O partido segue ideologias como o islamismo, pan-arabismo, nacionalismo e conservadorismo.